# English Settlement
English Settlement (1982) è il quinto album degli XTC.

## Il disco
Quinto disco della band di Swindon (primo disco doppio), pubblicato il 12 febbraio 1982, raggiunge il 5º posto nelle classifiche inglesi, il 48° in quelle statunitensi (Billboard Hot 100 album chart). Nei Paesi Bassi vince il premio Edison come miglior disco dell'anno.
Registrato tra ottobre e novembre del 1981 nello studio inglese The Manor, con Hugh Padgham nelle vesti di produttore (assieme agli stessi XTC) e ingegnere del suono.
Anche di questo disco esistono diverse versioni, sia nel formato vinile che in quello CD. Esiste una versione in vinile singolo, contenente cinque brani in meno rispetto alla versione doppia.

## Tracce
Testi e musiche di Andy Partridge eccetto dove indicato.
Lato A
1. Runaways – 4:51 (Colin Moulding)
2. Ball and Chain – 4:28 (Moulding)
3. Senses Working Overtime – 4:45
4. Jason and the Argonauts – 6:03

Lato B
1. No Thugs in Our House – 5:16
2. Yacht Dance – 3:58
3. All of a Sudden – 5:18

Lato C
1. Melt the Guns – 6:31
2. Leisure – 5:01
3. It's Nearly Africa – 3:54
4. Knuckle Down – 4:26

Lato D
1. Fly on the Wall – 3:11 (Moulding)
2. Down in the Cockpit – 5:35
3. English Roundabout – 3:50
4. Snowman – 4:26

## Formazione
- Andy Partridge – voce, chitarra elettrica, chitarra 12 corde semi acustica, chitarra acustica, miniKorg, Prophet 5, anklung, sassofono alto, percussioni, rana
- Colin Moulding – voce, basso, miniKorg, pianoforte, percussioni
- Dave Gregory – chitarra elettrica 12 corde, chitarra elettrica, chitarra spagnola, chitarra 12 corde semi acustica, Prophet V, miniKorg, cori, percussioni, pianoforte
- Terry Chambers – batteria, percussioni e cori